# رتان
رتان (به سوئدی: Rätan) یک منطقهٔ مسکونی در سوئد است که در بخش بری واقع شده‌است. رتان ۰٫۳۴ کیلومتر مربع مساحت و ۱۶۸ نفر جمعیت دارد.